# Дыня змеевидная
Дыня змеевидная или Армянский огурец (иногда встречается название Тарра) — разновидность дыни, вида рода Огурец семейства Тыквенные (Cucurbitaceae), бахчевая культура.
По данным Germplasm Resources Information Network (GRIN) таксон имеет название: Cucumis melo L. subsp. melo var. flexuosus (L.) Naudin. (syn. Cucumis flexuosus L.).
По данным The Plant List таксона Cucumis melo subsp. melo var. flexuosus (L.) Naudin не существует, а синоним Cucumis flexuosus L. входит в синонимию Cucumis melo L.

## Описание
Плодоношение происходит как на главном побеге, так и на побегах второго порядка в зоне первого и второго листа. Главная плеть может достигать длины 3 м. Цветки жёлтые, раздельнополые. Плоды употребляются в пищу в молодом возрасте, вызревший плод имеет запах дыни. Плоды весом до 1 кг. Период от полных всходов до первого сбора составляет примерно 70 дней.
В хороший год с одного растения можно получить от 5 до 10 кг плодов, длина которых доходит до 50 см. Данный сорт имеет продолжительный период вегетации (то есть непрерывно плодоносит), высокую устойчивость к заболеваниям мучнистой росой и пероноспорозу, устойчивость к снижению температур во время плодоношения. Применяется в пищу в молодом возрасте как огурец.

## В сельском хозяйстве
Дыня змеевидная происходит из Ирана и Средней Азии. Сейчас выращивается в Иране, Афганистане и государствах СНГ Средней Азии, ранее культивировалась в Малой Азии и Северной Африке. Популярен на Крите. Выращивание культуры замещается выращиванием огурца обыкновенного (Cucumis sativus). В 2018 году в Англии фермером Рагбиром Сингх Сангерорм был выращен армянский огурец длиной 129,5 см.